# Horst Kohle
Horst „Otto“ Kohle (* 7. Oktober 1935 in Schönebeck; † 20. Januar 2015) war ein deutscher Fußballspieler. In der höchsten Spielklasse des DDR-Fußballs, der Oberliga, spielte er für Vorwärts Berlin.

## Sportliche Laufbahn

### Gemeinschafts- und Clubstationen
Kohle spielte zunächst von 1948 bis 1954 für die BSG Motor Schönebeck und deren Vorgänger im Nachwuchs und dann in der seinerzeit drittklassigen Bezirksliga Magdeburg. 1953/54 wird die Motor-Elf Bezirksmeister. Die Mannschaft spielte jedoch nur ein Jahr in der zweitklassigen Liga. Kohle war hingegen bereits im Sommer 1954 zum neu gegründeten Schönebecker Ligakonkurrenten SC DHfK Leipzig delegiert worden, dessen beide Mannschaften aus der Fußballabteilung der DHfK bereits Februar 1955 aufgelöst und aus dem Wettspielbetrtrieb  wurde. Mit zehn Treffern in zehn Spielen im Ligaspieljahr 1954/55 für eine der beiden DHfK-Vertretungen bewies der junge Angreifer seine Torgefährlichkeit.
Kohle kam die der Rückrunde der DDR-Oberligasaison 1954/55 in zwölf Punktspielen, in denen er vier Tore erzielte, für den ZSK Vorwärts Berlin zum Einsatz. Dem Verein, der am 31. Oktober 1956 den Namen ZASK Vorwärts Berlin und im Februar 1957 den Namen ASK Vorwärts Berlin angenommen hatte, gehörte er schließlich bis zur Saison 1963/64 an, in der er in nur noch drei Punktspielen, in denen ihm ein Tor gelang, eingesetzt wurde. Während seiner Vereinszugehörigkeit trug er mit 138 Punktspielen und 41 Toren zu drei Meisterschaften bei. International bestritt er gegen den tschechoslowakischen Verein Spartak Brno ZJŠ die in Hin- und Rückspiel ausgetragenen Erstrundenspiele des neu geschaffenen Wettbewerbs um den Europapokal der Pokalsieger. Im Wettbewerb um den Europapokal der Landesmeister bestritt er 1959 die beiden Vorrundenspiele gegen die Wolverhampton Wanderers und 1960 das Vorrundenspiel gegen den nordirischen Linfield FC und das Achtelfinalhinspiel gegen die Glasgow Rangers. Des Weiteren kam er im Wettbewerb um den International Football Cup (auch unter Rappan-Pokal geläufig) am 7. Juli 1963 beim 2:2-Unentschieden gegen Polonia Bytom und 1964 in vier von sechs Spielen der Gruppe B3 zum Einsatz.

### Auswahleinsätze
Mit der damals neu ins Leben gerufenen ostdeutschen U-18-Auswahl weilte das Talent im April 1954 von Motor Schönebeck beim FIFA-Juniorenturnier. Beim Premierenspiel und -sieg gegen Frankreich (3:1) spielte er im Angriff an der Seite des dreifachen Torschützen Günter Niewand von Turbine Magdeburg. In sieben Einsätzen in dieser Elf, fünf davon beim Turnier in der Bundesrepublik, erzielte er einen Treffer.
1956 wurde Kohle von den Auswahltrainern des DFV in der DDR-Nachwuchsauswahl in einer Partie gegen Polen in Dessau (1:1) eingesetzt. Für die ostdeutsche B-Nationalelf gelang dem Angreifer in drei Einsätzen kein Treffer.
Für die A-Nationalmannschaft der DDR bestritt er am 28. Juni 1959 in Porto sein einziges Länderspiel. Im Achtelfinalrückspiel der Qualifikation für die Europameisterschaft 1960 unterlag er der Nationalmannschaft Portugals mit 2:3, wobei er das Tor zum Endstand in der 72. Minute erzielte.

### Erfolge
- DDR-Meister: 1958, 1960, 1962

## Weiterer Werdegang
Vor der politischen Wende in der DDR arbeitete er in der NVA als ausgebildeter Journalist für die Armeerundschau. Nach der Wiedervereinigung Deutschlands war er als Pressesprecher für die Bundeswehr tätig. Der ehemalige DDR-Nationalspieler starb am 20. Januar 2015 im Alter von 79 Jahren.